# ガリッサ大学襲撃事件
ガリッサ大学襲撃事件とは、2015年4月2日、銃で武装したグループがケニア・ガリッサのガリッサ大学に押し入り、148人を殺害、79人以上を負傷させた事件である。
襲撃は、犯人らの主張によればアルカーイダ分派の武装グループアルシャバブによって行われた。襲撃犯は700人以上の学生を人質に取り、イスラム教徒を解放する一方キリスト教徒とみなした者を殺害した。襲撃は、4人の襲撃犯が殺害されたことでその日のうちに終結した。後に五人の男が襲撃に関連して逮捕され、首謀者とみなされたものの逮捕に賞金がかけられた。
襲撃はケニアにおいてアメリカ大使館爆破事件以来最も被害の大きいものであり、2002年のモンバサ襲撃事件、2013年のケニアショッピングモール襲撃事件、2014年のナイロビバス爆破事件、ギコマ爆破事件、ムペケトニ襲撃事件、ラム襲撃事件を凌いで史上2番目に悲惨な事件となった。

## 背景
ソマリア国境から約200キロ離れた北東州の都市ガリッサは、軍の駐屯地と警察本部が所在し、当時「周辺地域で最も安全な場所のひとつ」と考えられていた。アルカイダに関与しソマリアに拠点を持つ多民族武装組織アルシャバブは、ケニアショッピングモール襲撃事件などの攻撃により、今回の事件に先立ちケニア国内で200人以上を殺害している。これらの攻撃は、アルシャバブの結成以前に起こったモンバサ襲撃事件も観光客を狙ったものだったにもかかわらず、ケニアの観光産業に多大な影響をもたらした。以前には、武装組織の攻撃の多くは大都市の人口集中地の外で行われていた。
ケニアの保安組織の治安戦略は外交官やアナリストから「高圧的であり、ソマリア系住民を無差別に大量拘束している」と批判されていた。またこのような十把一絡げな戦略は、イスラム教徒の怒りを買い、その状況をアルシャバブに利用されるだけだとも警告されていた。
事件に先立ち、「主要な大学に対する危険についての目立つ危険信号」があったと伝えられている。近くの大学に通うグレース・カイは「ガリッサの町でテロリストと思われる不審者が発見された」こと、また「月曜日（2015年3月30日）に大学の学長が（中略）大学で不審者が目撃されたと言っていた」ことを証言している。火曜日、大学は閉校となり学生は家に帰されたが、大学はまだ開いており攻撃の対象となった。
襲撃の前日、ケニア大統領ウフル・ケニヤッタはイギリスとオーストラリアがケニアでの治安上の危険に対して渡航危険情報を更新したことを厳しく批判し、彼らが未だ植民地主義を保っていると糾弾した。

## 襲撃と人質行為
襲撃は現地時間の午前5時30分ごろ開始された。エントランスで2人の非武装警備員が殺害された。20人の生徒が兵士によって救助され、このうちのコリンズ・ウェタングラが少なくとも5人の覆面をし銃を持った男がいること、キリスト教徒が「その場で銃殺」されたと述べた。他の生存者は犯人らが生徒たちを寮の寝室を出て、グラウンドでうつぶせになるよう命じた上で処刑したことを伝えた。
ケニア自衛軍とその他の治安部隊が配置された。彼らは犯人の逃亡を阻止すべく大学を包囲、封鎖した。内務省とケニア自然災害対策センターは4つの寮のうち3つの避難を成功させたと伝えた。逃げ出してきた別の生徒ミシェル・ブワナは犯人らが隠れていると思われる残りの学生寮について、まだ中にいる者の多くが若い女性であると述べた。
夕暮れの直後に4人の犯人が殺害されたことで、占拠は約15時間後に終結した。覆面をした襲撃犯たちはAK-47で武装し、体に爆発物を巻きつけていた。テロリストのうち4人はGSUのRecceコマンドー隊によって射殺された。残り1人のテロリストは自爆用ベストを起爆させるのに成功し、周囲の何人かのコマンドーを負傷させた。
148人の死者のうち、142人が学生、3人が兵士、3人は警官だった。約587人の学生が脱出し、79人が負傷した。当局によれば行方不明の学生はいない。

## 犯人と動機
生還した学生は犯人らがスワヒリ語で話していたと述べ、彼らがアルシャバブに関わっていると確言した。後にアルシャバブは事件への関与を主張した。アルシャバブのスポークスマン、シェイク・アリ・モハムド・ラゲは事件の状況について、「我々の兵士が到着したとき、彼らはイスラム教徒を解放した」がキリスト教徒は人質としたと述べた。またラゲは兵士らの「使命はシャバブに反するものを抹殺すること」であり、ケニアの部隊がアフリカ連合ソマリア派遣団に配置されていることに関連して「ケニアはソマリアとの戦争状態にある」とのべた。別のスポークスマンはアルシャバブは「非イスラム教徒によって植民地化されたイスラム教徒の土地に位置する」ため施設を攻撃したと主張した Another spokesman asserted that Al-Shabaab attacked the institution because it was "on Muslim land colonized by non-Muslims".。
1人の襲撃容疑者が占拠中に当該地域を逃げているところを拘束された。占拠が終結した後、更に2人の襲撃容疑者がキャンパスで発見され拘束された。うち1人はタンザニア人で大学とのかかわりはなかった。
ケニア政府はソマリアに出自を持つ市民のモハメド・モハムド（別名シェイク・デュライダイン、ガマデレ、またはモハメド・クノ）を襲撃の黒幕として名指しし、彼の拘束に2000万ケニアシリング（21万5千米ドル）の懸賞金をかけた。1993年から1995年までモハムドはアルハラマイン財団で働き、後にガリッサのマドラサナジャ校で教師を務め校長になった。地元のメディアはモハメドと2014年の別の2つのアルシャバブによるマンデラ地区での攻撃とを結び付けている。
4月4日、アルシャバブはケニア国民に向けた英語の声明を発表した。電子メールで送られたメッセージはケニアの治安組織による、ソマリア民族が居住者の大多数を占める北東州と、ケニア軍がアフリカ連合ソマリア派遣団の一部として配置されている南部ソマリアの両方での「東アフリカのイスラム教徒に対する言葉にできないような残虐行為」を弾劾した。武装組織はガリッサの襲撃犯たちは「ケニアの治安組織の手により殺された何千ものイスラム教徒の死に報い」ようとしたと述べた。アルシャバブは更なる報復の過程で「ケニアの町は血で朱に染まる」と宣言し、「ケニア政府が強迫的行為をやめるまで、また全てのイスラム教徒の土地がケニアの支配から解放されるまで、イスラム教徒の同胞の死に報いるため断固として行動する」と誓った。アルシャバブはまたケニア国民に対し、「ケニア政府を口に出して批判しないことでその強迫的政策を容認」したり、また「選挙によって現政策を強化」したりすれば、職場、住居、学校、大学で彼らを標的にすると警告した。
4月4日、ケニア内務省は襲撃に関わった疑いのある5人の男の身元が判明したと発表した。うち3人は、ソマリアに出自を持つケニア市民であり、事件を計画したと考えられている。彼らはソマリアへ入国しようとしたところを捉えられた。報道によれば彼らの1人モハメド・アブジラヒム・アブデュラヒ（24歳）はマンデラ郡のブラジャムフリの首長アブデュラヒ・ダカレの息子である。そのほかの人物はやはりソマリアに出自を持つケニア市民で大学の警備員を勤めており、施設への侵入に協力したものと思われる。残る一人の容疑者はラシード・チャールズ・ムベレセロというタンザニア人で、襲撃者の中にいた疑いがある。彼は天井に隠れていたところを見つかり、火薬を運んでいたと伝えられている。ケニア警察はアブデュラヒの親しい知人も捜索している。彼はアブデュラヒとともにソマリアで訓練を受け、後にシリアへ渡るためイエメンに赴いた。

## 反応
国連安保理はガリッサでの攻撃を強く非難し、彼らが「テロリストの許しがたい所業」と称した行為の実行犯、黒幕、資金提供者を司法の場に引き出す必要を強調すると共に、あらゆる国に攻撃の事後処理についてケニア当局と協力するよう求めた。
アメリカはナイロビの大使館を通じ、攻撃を強く批判し、また被害を受けた全ての人々を慰撫する声明を発した。7月にケニアを訪問する予定だったアメリカ大統領バラク・オバマは学生が襲撃により殺害されたとの知らせに恐怖と悲しみを表し、「ケニアの人々にはアメリカ合衆国に変わることのない友人と同志がいることを知ってもらいたい」と付け加えた。
ケニア全域の渡航安全情報の格付けを引き上げていたイギリス大使館は、湾岸地区から15キロメートル以内の不急の旅行を中止するよう勧告した。襲撃の後、アフリカ担当大臣のジェームズ・ダドリッジは襲撃を強く非難し、死者の遺族や恋人に弔意を表した。
ケニアのアムネスティ・インターナショナルに所属する研究者アブデュラヒ・ハラケは襲撃はアルシャバブの力というより、ケニア政府の無策ぶりを示すものだとした。彼はまた武装集団は2006年以来最も弱体化していると述べた。
ケニアのマスコミは犠牲者の人となりを語り合うため、襲撃で亡くなった人々の名前と写真と共に、#147notjustanumberのハッシュタグをTwitterで用いるキャンペーンを張った。

## その後
ガリッサ及び北東州のソマリアとの国境近くにある3つのほかの郡（Wajir, Mandera, Tana River）で、午後6時半から午前6時半までの夜間外出禁止令が4月16日まで発令された。ケニアイスラム教徒ガリッサ最高評議会の議長アブデュラヒ・サアラトは警察が住民、特にイスラム教徒に嫌がらせをする口実として外出禁止令を利用していると示唆した。彼によると多くのイスラム教徒が結果的に家にとどまることを選択した。民主主義のための北部フォーラムを組織したカリフ・ファラは同様に、似たような過去の外出禁止令が効果的でなかったことを理由に、外出禁止令は究極的には治安を高めるのに資さないだろうと主張した。彼はまたケニア警察自体が治安悪化の原因であり、不良警官が若者を捕らえて、解放の見返りとして50ケニアシリング以上の賄賂を求めているとした。
防衛省次官レイチェル・オマオは政府が葬儀の費用を保証し、犠牲者の遺族には10万ケニアシリングが支払われると発表した。また教育省次官ジェイコブ・カイメニは大学が無期限に閉鎖されること、銃撃を生き延びた学生たちは復学を望んでいないことを述べた。
ケニア当局はアルシャバブとモンバサ共和国評議会をいくつかのケニアで活動中のテロ組織の中にリストした通告を発行した。またケニア中央銀行は13のソマリア人が所有する送金会社のライセンスを停止したと報じられている。これらの会社の一つの所有者は会社が凍結されているわけではないが、説明なしにライセンスが取り消されていると述べた。加えて、ケニア政府はアルシャバブが関与しているとされる86の個人と団体の銀行口座を凍結した。
前ケニア首相ラリア・オディンガ、前ケニア貿易相モーゼス・ワテングラ、および「改革と民主主義同盟」のその他のメンバーはケニア部隊のソマリアからの即時撤退を求めた。またワテングラはケニア政府が軍事予算を半分に削減し、削減した歳出を国内の治安維持に当てることを推奨した。加えて、オディンガはケニア大統領ウフル・ケニヤッタが傲慢にも海外から発された潜在的な襲撃についての警告を無視したとして非難した。
銃撃の10日後、ナイロビ大学の学生寮の外にあった変電器が爆発し、新たな襲撃の恐怖から生徒たちをパニックに陥れた。何人かの生徒は窓から飛び降り、続く大混乱の中で一人が死亡した。約150人の生徒が軽傷を負い、20人が病院で手当てを受けた。後に爆風はただの電気系統の故障によって起きたことが明らかになった。
その後数週間に渡り、多くの教師が職場に戻ることを拒否したためガリッサ郡の150の小学校と中学校のうち96校が保安上の不安を理由に閉鎖した。小学校は特にこの閉鎖によって大きな悪影響を受けた。